# Pseudomys bolami
Pseudomys bolami es una especie de roedor nocturno de la familia Muridae. Presenta una serie de adaptaciones al clima difícil en que vive. Puede extraer agua de semillas y su orina es muy concentrada.
Es del tamaño de un ratón común, entre 9 y 16 gramos, el largo del cuerpo es 50–80 mm y la cola 71–103 mm.
Se encuentra sólo en Australia, donde tiene una distribución muy amplia. El hábitat es árido o semiárido. El suelo es arcilloso, arenoso, etc., donde puede cavar sus madrigueras. A veces usan nidos abandonados de conejos o troncos caídos.